# Leptogenys davydovi
Leptogenys davydovi es una especie de hormiga del género Leptogenys, subfamilia Ponerinae.

## Taxonomía
Esta especie fue descrita científicamente por Karavaiev en 1935.